# Theodorus Janssonius van Almeloveen
Theodorus Janssonius van Almeloveen, ook wel Theodoor Jansson,  (Mijdrecht, 24 juli 1657 – Amsterdam, voor 28 juli 1712) was een Nederlands geneesheer.
Hij werd geboren binnen het gezin van predikant Joannes van Almeloveen en Maria Janssonius, uit het drukkersgeslacht Janssons (Janssonius van Waesberge). Zijn tweede naam is een verwijzing naar de familie van zijn moeder. Zijn broer was kunstenaar (etser, schilder, tekenaar) Jan van Almeloveen. Hijzelf huwde in 1687 Aletta Catharina van Immerzeel, dochter van toenmalig vroedschaplid en latere burgemeester van Gouda Johan (Jan) van Immerzeel. Zij stierf in het kraambed van dochter Marya Aletta (1689).
Hij kreeg zijn opleiding aan de Latijnse school in Gouda van Jacobus Tollius. Hij volgde Tollius later naar Noordwijk. In 1676 schreef hij zich in bij de Universiteit van Utrecht om er theologie te gaan studeren. Hij was beoogd opvolger van zijn vader. Twee jaar later echter koos  hij voor een studie geneeskunde; hij promoveerde daarin in 1681. Hij werd arts in Amsterdam en Utrecht. In 1687 was hij werkzaam in Gouda waar hij dus trouwde, echter zeer waarschijnlijk niet als arts.
Vanaf 1683 publiceerde hij een flinke hoeveelheid werken, met name op gebieden als bibliografie en filologie. In zijn publicaties verwees hij veelvuldig naar de oudheid, waar oude oplossingen voor nieuwe problemen te vinden zouden zijn. Hij week daarmee af van de gangbare geneeskunde. Hij werd gezien als polyhistor (verzamelaar van zoveel mogelijk kennis). Om zijn werk te kunnen doen hield hij er een uitgebreid correspondentienetwerk op na. Van hem zijn circa 3000 brieven bewaard gebleven.
In 1697 was hij te vinden in Harderwijk; hij werd hoogleraar Grieks, Geschiedenis en Welsprekendheid aan de universiteit en stadsarts aldaar. Een functie die mede te danken zou zijn aan zijn uitgebreide netwerk, waaronder personen als Caspar van Els, Sewart van Wijnbergen en Johan van Lidt de Jeude. Zijn uitgebreide netwerk maakte ook gebruik van hem, om hun schrijfsels te laten publiceren in Amsterdam of schakelden hem in bij het kunnen krijgen van functies. Zo was hij betrokken bij de benoemingen van Adriaan Reland en Cornelis van Houten, beiden hoogleraar filosofie. Ook hield hij in de gaten wie benoemd werd tot medehoogleraar aan de universiteit. In 1701 breidde hij zijn werkzaamheden uit door ook, in dit geval onbetaald leiding te geven aan de faculteit Geneeskunde. Allemaal functies die hij tot zijn dood zou bekleden. Hij was ook driemaal rector magnificus (1698, 1703, 1708). Hij schakelde zichzelf pas laat in als promotor, waarbij hij vriendelijk bleek voor de kandidaten.
Enkele werken:
- De Vitis Stephanorum (Amsterdam, 1683)
- Inventa nov-antiqua (Amsterdam, 1684; met in het voorwoord een uitgebreide verhandeling over de toonkunst)
- Aphorismi Hippocratis (Amsterdam, 1685)
- Opuscula, sive antiquitatum e sacris prodfanarum specimen (Amsterdam, 1686)
- Bibliotheca promissa ert latens (Gouda, 1692, een lijst van boeken die destijds nog zouden moeten verschijnen)
- Amoenitates theologico-phililogicae (Amsterdam, 1694)
- Epigrammata vetera (Amsterdam, 1694)
- Plagiariorum syllabus (Amsterdam, 1694)